# Krizi
Krizi (Džeki; Крызы, Джеки), maleni lezginski narod naseljeni u pet sela na istoku Azerbajdžana, to su Kryz (u njihovom jeziku Karat), Alyk (Ealig), Džek (Deg), Haput (Hafid) i Jergjudž (Yergüd). Sami sebe oni nazivaju Kjrtuar, dok svoj jezik zovu kjruaj mez. Sela Kriza i susjednih Buduha i Hinaluga nalaze se na visinama preko 2000 metara. Sezonsko alpsko stočarstvo je na prvom mjestu. Krizi uzgajaju ovce i koze, a goveda i konji služe im kao tegleća stoka. Zemljoradnja ima za njih sporednu važnost. Uzgaja se raž i ječam kojeg sade po terasastim poljima a služe se drvenim plugom s metalnim lemešom. 
Po vjeri su muslimani.
Jezik Kriza polako nestaje, 6.000 (1975 SIL), a ima nekoliko dijalekata kryz (крыз), jergjudž (ергюдж), haput (хапут), džek ili džekski jezik (джек, джекский язык) i alyk (алык). 

## Vanjske poveznice
- The Kryz
- Kryz, Dzhek of Azerbaijan